# 陶圩镇
陶圩镇，是中华人民共和国广西壮族自治区南宁市横州市下辖的一个乡镇级行政单位。

## 行政区划
陶圩镇下辖以下地区：
陶圩社区、谢村、上塘村、六秀村、善塘村、泮林村、平林村、那良村、龙门村、大塘村、苏村、刘村、福旺村、令里村、外服村、镇海村、罗塘村、旺塘村和杨梅村。